# Суд Паріса (Рубенс)
«Суд Паріса» — назва декількох картин, що приписують Пітеру Паулю Рубенсу. Найвідоміші версії — 1635 та 1638 років, що експонуються в Національній галереї та Національному музеї Прадо.
Сюжетом картин є епізод з троянського циклу міфів: за дорученням Зевса Паріс має розсудити богинь, що сперечаються, кому має належати золоте яблуко з написом «найпрекраснішій». Образи Афродіти, Афіни та Гери на всіх картинах ілюструють рубенсівський ідеал жіночої краси.

## Версія 1597—1599 років
Картина написана олією на дубовій дошці. Експонується в лондонській Національній галереї.
Паріс, сидячі спиною до глядача, віддає яблуко Афродіті, яка стоїть в центрі. Зліва обурена його вибором Гера, справа (відвернулася) Афіна з обладунками біля її ніг. Афродіту супроводжує Ерос та увінчує путто. Інший путто тримає двох голубів. Ліворуч від Паріса Гермес, на задньому плані два сатири спостерігають за змаганням. У правій частині картини сидять на землі річковий бог з німфою.
Ця робота, ймовірно, була створена незадовго до від'їзду Рубенса в Італію в 1600 році.

## Версія 1606 року
Невелика за розміром картина виконана олією на мідній дошці під час перебування художника в Італії. Зберігається у віденській Академії образотворчих мистецтв.
В роботі відчутний вплив пізнього маньєризму в дусі Ганса фон Аахена та Йоганна Роттенхаммера, що виявляється у перебільшено граціозній позі Афродіти. Двоє путті допомагають богиням знімати мантії, аби продемонструвати свою красу. Паріс сидить на камені, біля нього Гермес з собакою.

## Версія 1606—1608 років
Картина написана олією на дошці. Експонується в Національному музеї Прадо в Мадриді.
Ліворуч — Паріс. Здається, він перебуває у роздумах; яблуко ще в його руці. Його увага зосереджена на Афродіті (в центрі композиції). На передньому плані — зброя та обладунок Афіни.
Постановка та витонченість роботи несуть на собі відбиток впливу південного живопису, який помітний в творчості Рубенса після його перебування в Італії. Цей вплив відчувається в позах богинь, що нагадують постави класичних скульптур, звивистому ритмі анатомії фігур, що відсилають до живопису маньєризму.
Вперше картина була задокументована в Мадридському Алькасарі в 1666 році.

## Версія 1632—1635 років
Картина написана олією на дубовій дошці. Експонується в лондонській Національній галереї.
Зміни, внесені Рубенсом в цю картину, свідчать, що спочатку Рубенс зобразив епізод, коли Паріс наказав богиням роздягнутися. Остаточний варіант показує момент вручення золотого яблука Афродіті, яка стоїть між Афіною та Герою. Гермес стоїть позаду Паріса, зверху — еринія Алекто.

## Версія 1635 року
Версія експонується у дрезденській Галереї старих майстрів. Виконана олією на дубовій дошці.
Композиція майже повторює попередню версію: Паріс з яблуком в руці, позаду нього — Гермес, перед ними — три богині, вгорі — Алекто, павич, собака, вівці на задньому плані, але додано кілька путті (біля богинь та у гіллі дерев).

## Версія 1638 року
Найбільша за розміром картина, написана олією на полотні. Експонується в Національному музеї Прадо в Мадриді.
Версія, заснована на ескізі дизайну глека, який зробив Рубенс. Але на ескізі простір і кількість фігур більші. В живописній версії художник цілковито зосередився на трьох жіночих оголених фігурах. Тіла утворюють звивисті лінії, жести афектовані. Фарба нанесена мазками, які не змішуються. Цей стиль характерний для робіт Рубенса пізнього періоду і є результатом його захоплення венеціанським живописом.
Ця картина — особисте замовлення короля Іспанії Філіпа IV Рубенсу в той час, коли художник працював над іншими роботами для Королівського палацу в Мадриді. Картина була відправлена в Мадрид у 1639 році і поміщена у Буен Ретіро, де і була вперше інвентаризована у 1666 році.